# Сан-Бартоломеу-ду-Отейру
Сан-Бартоломеу-ду-Отейру (порт. São Bartolomeu do Outeiro) — фрегезия (район) в муниципалитете Портел округа Эвора в Португалии. Территория — 37,49 км². Население — 575 жителей. Плотность населения — 15,3 чел/км².